# Nuke
Nuke — продукт компании The Foundry, относится к так называемым «композерским» программам. Программа применяется для редактирования видеороликов или очереди изображений (секвенций). Применяется при обработке, наложении эффектов, финальной сборке и прочего отснятого видеоматериала и киноматериала, при создании рекламных роликов, мультфильмов, кинофильмов, а также для других мультимедийных задач. Продукт является явным представителем нодовой архитектуры, что объясняет его понятность и логичность.
Программа поддерживает возможность модернизации и создания собственных плагинов (модулей) при помощи встроенного Tcl и C++, а с 5 версии программы появилась поддержка языка Python.
С версии 5.1 поддерживается 64-битная архитектура.
С версии 6.0v1 программа стала распространяться в двух версиях nuke и nukeX, отличие которых состоит в разном функциональном наполнении. Версию nukeX, компания The Foundry, позиционирует как расширенную версию программы nuke. В первоначальный состав отличий (их набор меняется от версии к версии) вошли такие модули как: LensDistorsion, CameraTracker, DepthGenerator и набор базовых плагинов перекочевавших из Foundry Furnace plugins pack, под названием FurnaceCore, включающий в себя 12 плагинов.
В версии 7.0v6 появилась ещё одна функциональная ветвь — Nuke Assist, которая в свою очередь является частью лицензии NukeX. По своей сути является лицензией Nuke для художников, которые «поддерживают» ведущего специалиста своими наработками с такими модулями как rotopaint, rotoscoping и tracking. Лицензия NukeX включает две лицензии Nuke Assist.
С версии 9.0v1 появилось ещё одно направление — Nuke Studio, которое представляет собой расширение функций для non-linear монтажа и конформинга материала.
Nuke используется в ряде крупнейших студий визуальных эффектов мира, таких как: Digital Domain, Walt Disney Animation Studios, DreamWorks Animation, Sony Pictures Imageworks, Sony Pictures Animation, Framestore, Weta Digital and Industrial Light & Magic и др.
The Foundry ведет агрессивную политику по защите своих программных продуктов от пиратства в России и за рубежом. Многие пользователи сталкиваются с тем, что после нескольких лет работы на нелицензионном софте, к ним приходят письма с полным описанием проектов, над которыми они работали, временем входа и выхода из программ, количеством установленных копий. В случае отказа от покупки всего установленного софта инициируется судебное разбирательство.

## История создания
Изначально продукт создавался, как внутренняя разработка компании Digital Domain для рендеринга полноразмерных изображений (2к и больше) из Autodesk Flame, в подразделении d2software Филлом Бефри, а в дальнейшем Биллом Спитзаком.
Год рождения: 1993 год.
В 1994 году вышла вторая версия программы.
В 2001 году Nuke получает награду киноакадемии за технические достижения.
В 2002 году вышла публичная версия Nukе 4.5.
В 2007 году программа была куплена компанией The Foundry, издавна создававшей подключаемые плагины/фильтры Keylight, Furnace, Tinder и др. для таких «композерских» программ как Apple Shake, Eyeon Fusion, Autodesk Toxik, Adobe After Effects. Первый релиз с новым владельцем был с версией 4.7.